# Хоровод (рассказ)
«Хоровод» (англ. Runaround) — научно-фантастический рассказ Айзека Азимова, написанный в октябре 1941 года и впервые опубликованный в марте 1942 года в журнале Astounding Science Fiction. Рассказ вошёл в авторские сборники: «Я, Робот» (I, Robot) (1950), The Complete Robot (1982) и Robot Visions (1990). В рассказе действуют постоянные персонажи книг Азимова: Пауэлл (Powell) и Донован (Donovan).
Как и во многих других рассказах Азимова из цикла о роботах, сюжет «Хоровода» строится вокруг Трёх законов роботехники и заключается в разрешении героями дилеммы, порождённой этими законами.
«Хоровод» примечателен тем, что в этом рассказе Азимов впервые сформулировал свои Три закона роботехники, которые неоднократно использовались в различного рода произведениях.

## Сюжет
В 2015 году, Пауэлл, Донован и робот СПД-13 «Спиди» (SPD-13, «Speedy») отправились на Меркурий для расконсервации станции на рудниках, закрытой десятью годами ранее. Ввиду того, что роботы серии СПД являются очень дорогими в производстве, для них Третий закон («Робот должен заботиться о своей безопасности в той мере, в которой это не противоречит Первому или Второму Законам») был задан особо строго.
По прибытии напарники обнаружили, что в солнечных батареях, без которых нормальная жизнедеятельность станции невозможна, заканчивается селен. Ближайшее селеновое озеро находилось в семнадцати милях от станции, и, так как только Спиди мог выдержать страшную жару атмосферы Меркурия, Донован посылает робота за селеном. Пауэлла и Донована охватывает беспокойство, когда, спустя пять часов, Спиди так и не вернулся в лагерь. Поймав немодулированный коротковолновый сигнал от робота, Донован установил, что Спиди по непонятной причине бегает вокруг озера. Облачившись в скафандры, верхом на роботах устаревшей конструкции компаньоны отправились на поиски Спиди.
Выяснилось, вокруг селенового озера в атмосфере Меркурия появлялась окись углерода, которая соединялась с железом корпуса робота, образуя летучий карбонил, что вредило роботу. С другой стороны обнаружилось, что приказ достать селен был дан Донованом недостаточно строго и чётко («между дел»), и слабый потенциал приказа человеком (Второй закон робототехники) сравнялся с усиленным потенциалом закона самосохранения (Третий закон), в силу чего Спиди начал безостановочно кружить вокруг озера вдоль линии, на которой потенциалы обоих законов были равны. Кроме того по причине равенства потенциалов Спиди немного помешался и цитировал отрывки произведений Гилберта и Салливана («Микадо», «Иоланта», «Пейшенс», «Раддигор»).
Сначала Пауэлл и Донован попытались сместить равновесие и привлечь Спиди к себе в тень с помощью импровизированных бомб с щавелевой кислотой, разлагающейся при нагревании на углекислый газ, воду и нужную окись углерода. Однако равновесие смещалось незначительно и ненадолго. Тогда Пауэлл вышел под палящее солнце Меркурия, подвергнув себя смертельной опасности и призвав на помощь безусловный Первый закон, чем вывел робота из зависания.

## Переводы рассказа
Рассказ переводился на русский два раза: в 1963 году А. Д. Иорданским для антологии «Чёрный столб» (М.: Знание, 1963) и в 2003 году Д. Скворцовым (под названием «Вокруг да около») для издания «Я, робот» (М.: Центрполиграф, 2003).